# مكاو جامايكي أحمر
المكاو الجامايكي الأحمر (بالإنجليزية: Jamaican red macaw)‏ يحتمل أنه كان نوع من الببغاوات في فصيلة ببغائية عاش في جامايكا، ووجوده افتراضي.

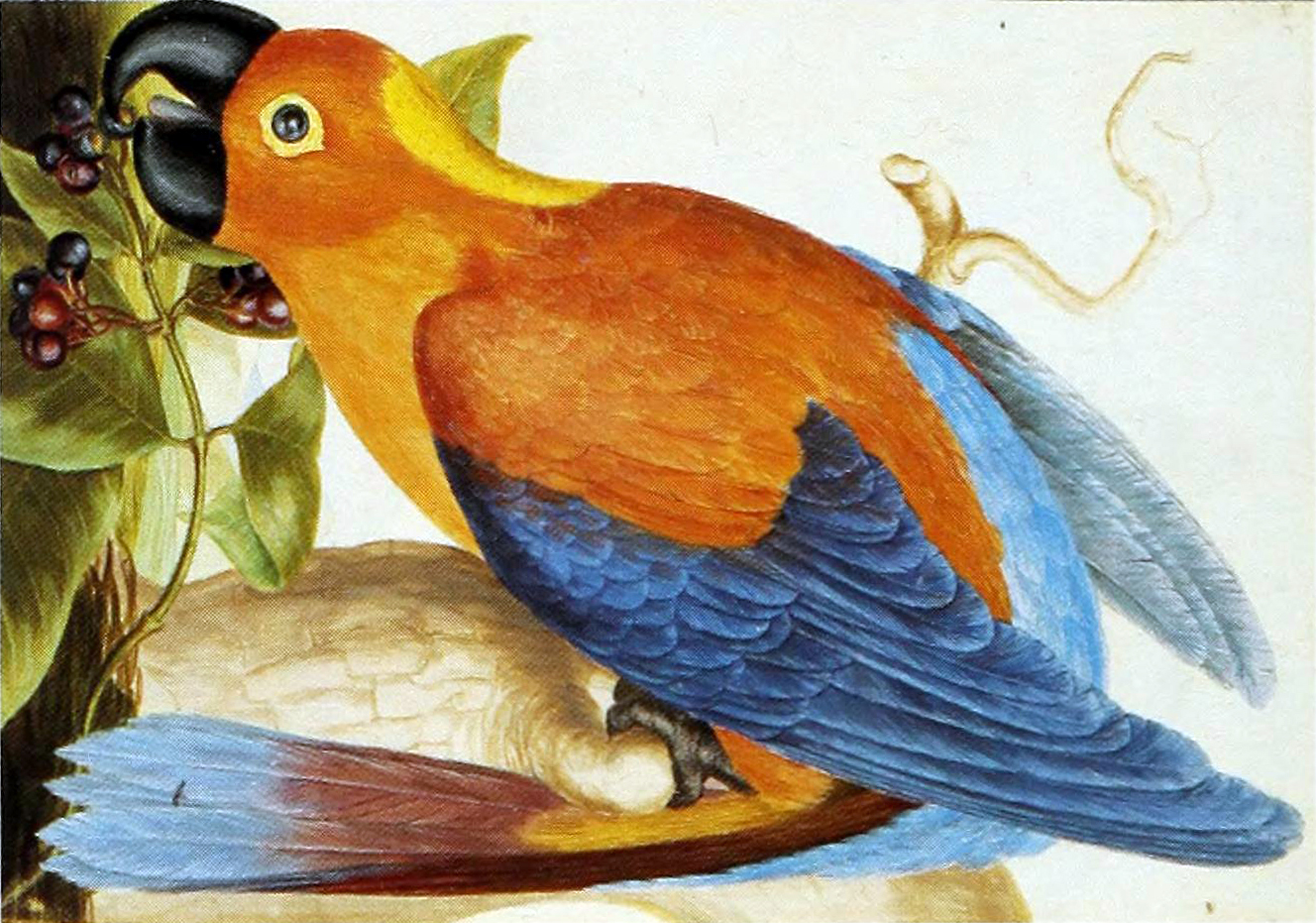
رسم محتمل من 1765

العينة الوحيدة المدونة تم اصطيادها في جامايكا سنة 1765 تقريبيًا، ورآها الدكتور روبرتسون بعدما تم حشوها، لكنها الآن مفقودة. أرسل روبرتسون وصفًا لها إلي فيليب هنري غوس، والذي نشر وصفه الخاص لها في 1847:
صرح روبرتسون أن الطائر لم يُري أو يُصور قط، وأنه كان مختلفًا عن أي طائر مكاو رآه في حياته. يُعتقد أن رسمة واحدة من 1765 كانت تظهر هذا الطائر، لكن اقتُرِح انه مكاو كوبي مستورد. اعتبر الببغاء أنه متماثل مع المكاو الكوبي من قبل بعض علماء التاريخ الطبيعي في القرن ال19، لكن أُعطي اسم ثنائي من روثستشايلد في 1905.